# Richard Schwemer

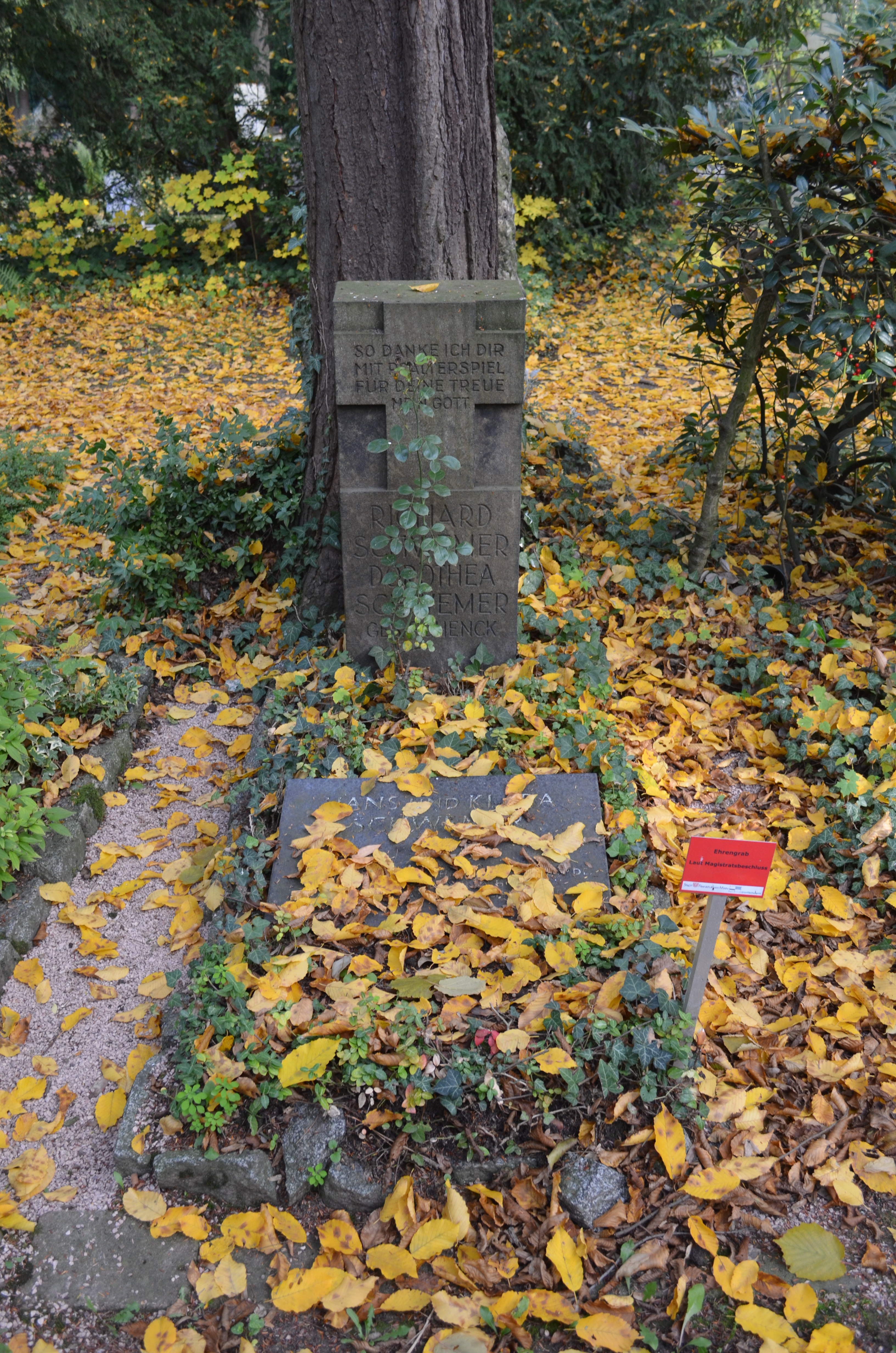
Ehrengrab von Richard Schwemer auf dem Frankfurter Hauptfriedhof

Richard Schwemer (* 29. Januar 1857 in Breslau; † 24. November 1928 in Frankfurt am Main) war ein deutscher Lehrer und Historiker.

## Leben und Werk
1876 begann Schwemer mit einem Jurastudium, wechselte aber 1878 zur Geschichts- und Literaturwissenschaft an den Universitäten in Breslau, Berlin, Marburg und Straßburg. 1882 wurde er mit einer Dissertation über Innocenz III. und die Deutsche Kirche während des Thronstreites von 1198 bis 1203 promoviert.
Ab 1883 war er Lehrer für Deutsch und Geschichte am Städtischen Gymnasium in Frankfurt. Nach der Teilung des Gymnasiums 1897 kam er an das Goethe-Gymnasium, wo er bis zu seiner Pensionierung 1922 blieb. Danach lehrte er bis zu seinem Tode als Honorarprofessor an der Universität Frankfurt.
Schwemer war ab 1891 Vorsitzender der geschichtlichen Fachabteilung des Freien Deutschen Hochstiftes. Seine Forschungsarbeit galt der Entwicklungsgeschichte des deutschen Nationalstaates, ab 1907 im Auftrag der 1906 berufenen Frankfurter Historischen Kommission vornehmlich der Geschichte der Freien Stadt Frankfurt. Sein in drei Bänden 1910, 1912 und 1915/1918 erschienenes Hauptwerk Geschichte der Freien Stadt Frankfurt. 1814 bis 1866 ist bis heute ein wichtiges Werk zu Frankfurts freistädtischer Zeit. Für seine Verdienste erhielt er vom Magistrat die Städtische Plakette in Bronze verliehen.
Seinen Nachlass verwahrt das Institut für Stadtgeschichte.

### Veröffentlichungen (Auswahl)
- Papsttum und Kaisertum (Vortragssammlung), 1899.
- Restauration und Revolution. Skizzen zur Entwickelungsgeschichte der deutschen Einheit. 1902, 3. Auflage, Teubner, Leipzig 1916.
- Vom Bund zum Reich. Deutsche Geschichte 1862–1871. Skizzen zur Entwickelungsgeschichte der deutschen Einheit. 1905, 3. Auflage, Teubner, Leipzig 1920.
- Die Reaktion und die neue Aera, 1905, 3. Auflage, Teubner, Leipzig 1923.
- Geschichte der Freien Stadt Frankfurt. 1814 bis 1866. 4 Bände, Baer, Frankfurt am Main 1910–1918.
- Deutsche Geschichte 1800–1848. Restauration und Revolution. 1916, 4. Auflage, Teubner, Leipzig 1925.
- Der Liebesroman eines preußischen Königs. [Der Briefwechsel König Friedrich Wilhelm II. mit Sophie von Bethmann-Metzler 1793–1796]. Englert u. Schlosser, Frankfurt am Main 1930.